# Pravia
Pravia is een gemeente in de Spaanse provincie en regio Asturië met een oppervlakte van 102,96 km². Pravia telt 8.502 inwoners (1 januari 2016). Het was van 774 tot 791 een tijd de hoofdstad van Asturië.

## Demografische ontwikkeling
Bron: INE; 1857-2011: volkstellingen